# Walther (Familienname)
Walther ist eine Schreibvariante und die ältere Form des Namens Walter.

## Namensträger

### A
- Aage Walther (1897–1961), dänischer Turner
- Adolf von Walther (1826–1883), sächsischer Generalmajor
- Adolf Walther (1883–1968), Schweizer Richter und Regierungsstatthalter
- Adolf Richard Walther (1885–1948), deutscher Hochschullehrer für Tierzucht
- Albert Walther (General) (1861–1937), deutscher Generalmajor
- Albert Walther (Maler) (1880–nach 1941), deutscher Maler und Kunstkritiker
- Albert Walther (Schriftsteller) (1922–2008), deutscher Heimatschriftsteller
- Alexander Walther (Botaniker) (1813–1890), deutscher Arzt und Botaniker
- Alexander Walther (1818–1889), russisch-ukrainischer Anatom und Physiologe, siehe Alexander Petrowitsch Walter
- Alfred Walther (1886–1955), Schweizer Betriebswirtschaftler
- Alfred Walther (Tiermediziner) (1895–1981), deutscher Tiermediziner und Hochschullehrer
- Alphons Walther, Schweizer Politiker, Staatsrat Wallis
- Alwin Walther (1898–1967), deutscher Mathematiker, Ingenieur und Hochschullehrer
- Andrea Walther (* 1970), deutsche Mathematikerin
- Andreas Walther I (um 1506–um 1568), deutscher Bildhauer
- Andreas Walther II (um 1530–um 1583), deutscher Bildhauer
- Andreas Walther III (um 1560–1596), deutscher Bildhauer
- Andreas Walther (Kirchenlieddichter) (1629–1695), deutscher Pfarrer, Gymnasiallehrer und Kirchenlieddichter
- Andreas Walther (Soziologe) (1879–1960), deutscher Soziologe
- Andreas Walther (Erziehungswissenschaftler) (* 1964), deutscher Erziehungswissenschaftler und Hochschullehrer
- Andrei Walther (* 1972), deutscher Bauingenieur
- Angelo Walther (1928–2012), deutscher Kunsthistoriker und Kustos der Gemäldegalerie Alte Meister
- Armin Walther (1896–1969), deutscher Widerstandskämpfer und Werkleiter
- Arnold Walther (1880–1938), deutscher Theologe, Semitist und Altorientalist
- Artur Walther (* 1948), US-amerikanischer Kunstsammler
- August von Walther (Jurist) (1805–1885), württembergischer Landtagsabgeordneter
- August Walther (Unternehmer) (1845–1917), deutscher Glasfabrikant
- Augustin Friedrich Walther (1688–1746), deutscher Arzt, Anatom und Botaniker

### B
- Balthasar Walther (Mediziner) (1558–1625/1631), deutscher Mediziner und Alchemist
- Balthasar Walther (Philologe) (1586–1640), deutscher Philologe und Theologe
- Balthasar Wilhelm von Walther und Cronegk (1721–1796), preußischer Major und Ritter des Orden Pour le Mérite
- Barbara Hagen-Walther (* um 1975), österreichische Kunsthistorikerin (Musikinstrumente) und Museumskuratorin
- Benjamin Walther (* 1974), deutscher Regisseur, Performer und bildender Künstler
- Bernd Walther (* 1953), deutscher Heimatforscher
- Bernhard Walther (1430–1504), deutscher Humanist, Astronom und Kaufmann
- Bernhard Walther (Jurist) (1516–1584), österreichischer Rechtsgelehrter und Hochschullehrer
- Berthold Walther (1905–1978), deutscher Jurist und Landrat

### C
- Carl Walther (Bibliothekar) (1877–1960), deutscher Bibliothekar
- Carl Ferdinand Wilhelm Walther (1811–1887), deutsch-US-amerikanischer lutherischer Theologe
- Carl Wilhelm Freund Walther (1858–1915), deutscher Büchsenmacher und Unternehmer (Carl Walther GmbH)

- Carmen Walther (* 1958), deutsche Politikerin (SPD)
- Charlotte Walther-Wipplinger (1911–1992), österreichische Malerin
- Christian Walther (Theologe, 1655) (1655–1717), deutscher Theologe
- Christian Walther (Amtmann) (1680–1728), preußischer Amtmann
- Christian Walther (Theologe, 1927) (1927–2012), deutscher Theologe und Sozialethiker
- Christian Walther (Journalist) (* 1956), deutscher Journalist
- Christian Walther (Journalist, 1972) (* 1972), Schweizer Journalist
- Christian C. Walther (1912–1986), Journalist und Schriftsteller, Pseudonym von Christoph Freiherr von Imhoff
- Christoph Walther I (1493–1546), deutscher Bildhauer
- Christoph Walther II (1534–1584), deutscher Bildhauer
- Christoph Walther III (1550–1592), deutscher Maler und Hoforganist
- Christoph Walther IV (1572–1626), deutscher Bildhauer
- Christoph Walther (Philologe) (1841–1914), deutscher Bibliothekar und Philologe
- Christoph Walther (Informatiker) (* 1950), deutscher Informatiker
- Christoph Walther (* 1978), deutscher Kabarettist, Mitglied des Musikkabarettduos Zärtlichkeiten mit Freunden, siehe Zärtlichkeiten mit Freunden
- Christoph Abraham Walther (um 1625–1680), deutscher Bildhauer
- Christoph Friedrich von Walther (1809–1886), russischer Staatsrat und Bibliothekar
- Christoph Theodosius Walther (1699–1741), deutscher Prediger, Philologe und Missionar
- Clara Walther (1860–1943), deutsche Malerin
- Clemens Walther (* 1948), deutscher Skispringer
- Connie Walther (geb. Cornelia Walther; * 1962), deutsche Filmregisseurin und Drehbuchautorin
- Conradin Walther (auch Konradin Walther; 1846–1910), deutscher Architekt
- Corina Eichenberger-Walther (* 1954), Schweizer Politikerin (FDP)

### D
- Daniel Walther (Autor) (1940–2018), französischer Journalist und Autor
- Daniel Walther (Eishockeyspieler) (* 1972), deutscher Eishockeyspieler
- Dieter Walther (1930–2013), deutscher Religionspädagoge
- Dietmar Walther (1923–2017), deutscher Dirigent und Komponist
- Dietrich Walther (1942–2016), deutscher Unternehmer
- Doris Walther (* 1938), deutsche Leichtathletin, siehe Doris Langer

### E
- Edgar Walther (Regisseur) (1929–2008), deutscher Regisseur und Schauspieler
- Edgar Walther (Schachspieler) (1930–2013), Schweizer Schachspieler
- Elisabeth Walther (Politikerin) (1926–2020), deutsche Politikerin (SED)
- Elisabeth Walther-Bense (1922–2018), deutsche Semiotikerin
- Elke Walther (* 1967), deutsche Fußballspielerin und -trainerin
- Emil Walther (Amtmann) (1807–1857), württembergischer Oberamtmann
- Emil Walther, Pseudonym von Ferdinand Rumpelt (1820–1888), deutscher Schauspieler und Schriftsteller
- Emil Walther (Heimatkundler) (1871–1946), deutscher Lehrer und Heimatkundler
- Emmi Walther (1860–1936), deutsche Malerin und Kunstgewerblerin
- Eric Walther (Botaniker) (Edward Eric Walther; 1892–1959), US-amerikanischer Botaniker
- Eric Walther (Moderner Fünfkämpfer) (* 1975), deutscher Moderner Fünfkämpfer
- Erich Walther (General) (1903–1948), deutscher Generalmajor
- Erich Walther (Musiker) (1906–nach 1970), deutscher Musiker
- Erich Walther (Schauspieler) (1930–2005), deutscher Schauspieler
- Ernst Walther (Jurist) (1793–1871), deutscher Jurist und Regierungsbeamter
- Ernst Walther (Intendant), deutscher Theaterintendant
- Ernst Walther (Pädagoge) (Ernst Karl Theodor Walther; 1839–nach 1911), deutscher Pädagoge und Autor
- Ernst Walther (Politiker), deutscher Mediziner und Politiker (SPD/SED)
- Ernst Walther (Architekt) (1917–2010), deutscher Architekt, Vertreter der Aachener Schule, Kreis- und Stadtbaumeister in Jülich, Architekt der Villa Haus Brühl in Merzenhausen (1948/49)
- Ernst Hermann Walther (1858–1945), deutscher Maler
- Eugen Alfred Walther (1894–nach 1958), deutscher Tiermediziner und Hochschullehrer
- Eva Walther (* 1964), deutsche Sozialpsychologin und Hochschullehrerin

### F
- Fabienne Walther (* 1993), Schweizer Unihockeyspielerin
- Ferdi Walther (1911–2000), deutscher Bildhauer, Maler, Grafiker und Bühnenbildner
- Fidejustus Walther (1876–1944), deutscher Verwaltungsjurist
- Franz Walther (1860–1931), deutscher Entwickler und Hersteller von Metallbaukästen
- Franz Erhard Walther (* 1939), deutscher Künstler
- Fred Walther (* 1933), deutscher Maler und Grafiker
- Frédéric-Henri Walther (1761–1813), französischer General der Kavallerie
- Friedrich Walther (Prinzipal) († 1812/1813), deutscher Wandertheatergründer
- Friedrich Walther (Jurist) (1822–1874), deutscher Jurist
- Friedrich Walther (Politiker), deutscher Politiker, Bürgermeister von Dessau
- Friedrich Andreas Walther (1727–1769), deutscher Theologe und Hochschullehrer
- Friedrich Ludwig Walther (1759–1824), deutscher Kameralist
- Friedrich Wilhelm Walther von Walderstötten (1805–1889), deutscher General
- Fritz Walther (Mediziner) (1878–1959), Schweizer Psychiater
- Fritz Walther (Techniker) (1889–1960), deutscher Entwickler der Walther-Pistolen
- Fritz Walther (Versicherungsmathematiker) (1901–1989), Schweizer Versicherungsmathematiker, Direktor des Eidgenössischen Versicherungsamts

### G
- Gabriele M. Walther, deutsche Filmproduzentin und Drehbuchautorin
- Gebhardt von Walther (1902–1982), deutscher Diplomat
- Georg Conrad Walther (1710–1778), deutscher Verleger und Inhaber der Waltherschen Hofbuchhandlung in Dresden
- Gérard Walther (* 1943), französischer Maler
- Gerd Walther (Holocaustleugner) (* 1946), deutscher Holocaustleugner und Rechtsextremist
- Gerd Walther (* 1970), deutscher Politiker (PDS, Die Linke) und MfS-Mitarbeiter
- Gerda Walther (1897–1977), deutsche Philosophin und Parapsychologin
- Gerrit Walther (* 1959), deutscher Historiker
- Gertrud von Walther (1903–2001), österreichisch-italienische Schriftstellerin
- Gesine Walther (* 1962), deutsche Leichtathletin
- Gisela Walther (1935–2018), deutsche Choreografin und Ballettdirektorin
- Gitta Walther (1940–2014), deutsche Sängerin
- Günther Walther (?–2010), deutscher Heimatforscher und Videofilmer
- Guenther Walther (* 1965), Statistiker und Hochschullehrer

### H
- H. E. Erwin Walther (Heinrich Ernst Erwin Walther; 1920–1995), deutscher Komponist und Musikpädagoge
- Hannah Walther (* 1991), deutsche Schauspielerin
- Hanns von Walther (1891–1944), deutscher Regierungsrat, Kunst- und Heimatforscher
- Hanns Walther (1905–nach 1977), deutscher Journalist und Schriftsteller, siehe Hans-Walter Gaebert
- Hans Walther (Bildhauer, 1464) (1464–1511), deutscher Steinmetz und Bildhauer
- Hans Walther (Bildhauer, 1526) (1526–1586), deutscher Bildhauer
- Hans Walther (Konteradmiral) (1883–1950), deutscher Konteradmiral
- Hans Walther (Philologe) (1884–1971), deutscher Philologe
- Hans Walther (Bildhauer, 1888) (1888–1961), deutscher Bildhauer
- Hans Walther (Onomastiker) (1921–2015), deutscher Namenforscher
- Hans Walther-Büel (1913–2002), Schweizer Psychiater
- Hansjoachim Walther (1939–2005), deutscher Politiker (DSU, CDU) und Mathematiker
- Hans-Jürgen Walther (1919–2011), deutscher Dirigent
- Hansjust W. Walther (Hansjust Wolfgang Walther; 1918–2005), deutscher Geologe
- Hans-Otto Walther (* 1948), deutscher Mathematiker und Hochschullehrer
- Harald Walther (1929–2013), deutscher Paläobotaniker
- Harry Walther (Harry Walter; 1927–1988), deutscher Schauspieler, Regisseur und Intendant
- Hedda Walther (1894–1979), deutsche Fotografin
- Heidrun Walther (* 1952), österreichische Politikerin (SPÖ)
- Heinrich Walther (Politiker) (1862–1954), Schweizer Politiker (Katholisch-Konservative)
- Heinrich Walther (Mediziner) (1866–1950), deutscher Gynäkologe
- Heinrich Walther (Organist) (* 1959), deutscher Organist und Hochschullehrer
- Heinrich Andreas Walther (1696–1748), deutscher Theologe
- Heinrich Eduard Linde-Walther (1868–1939), deutscher Maler und Illustrator
- Heinrich Ernst Erwin Walther (1920–1995), deutscher Komponist und Musikpädagoge, siehe H. E. Erwin Walther
- Heinz Walther (1919–1999), deutscher Dermatologe
- Heinz-Ulrich Walther (* 1943), deutscher Eiskunstläufer
- Helmut Walther (Autor) (* 1947), deutscher Redakteur und Autor
- Helmut G. Walther (Politiker) (1924–1981), deutscher Politiker (SPD)
- Helmut G. Walther (Historiker) (* 1944), deutscher Historiker
- Herbert Walther (Schriftsteller) (1922–2003), deutscher Sachbuchautor, Maler und Grafiker
- Herbert Walther (Politiker) (* 1932), deutscher Politiker (SED), Oberbürgermeister von Suhl
- Herbert Walther (Physiker) (1935–2006), deutscher Physiker und Hochschullehrer
- Herbert Walther (Wirtschaftswissenschaftler) (* 1950), österreichischer Wirtschaftswissenschaftler und Hochschullehrer
- Hermann Walther (Mediziner) (1815–1871), deutscher Internist
- Hermann Walther (Staatssekretär) (1874–1941), deutscher Staatssekretär und Industriemanager
- Hermann Walther von Kolberg (vor 1305–nach 1341), deutscher Bildschnitzer und Glasmaler
- Hertha von Walther (1903–1987), deutsche Schauspielerin

### I
- Ilse Walther-Dulk (1920–2024), deutsche Hochschulprofessorin, Autorin und Übersetzerin
- Inge Walther (1923/1924–2018), deutsche Handballspielerin, siehe Inge Lirka
- Ingo Walther (Fußballspieler, 1947) (* 1947), deutscher Fußballspieler
- Ingo Walther (Fußballspieler, 1969) (* 1969), deutscher Fußballspieler
- Ingo F. Walther (1940–2007), deutscher Kunsthistoriker
- Irene Walther (1919–1942), deutsche Widerstandskämpferin gegen den Nationalsozialismus und Kommunistin
- Irma Walther-Dumbsky (1920–2005), deutsche Turnerin
- Isaak Gottlieb Walther (1738–1805), Schweizer Jurist und Historiker

### J
- J. Walther (* 1977), deutsche Schriftstellerin
- J. Monika Walther (* 1945), deutsche Schriftstellerin
- Jessica Walther-Gabory (* 1982), deutsch-französische Schauspielerin und Sprecherin
- Joachim Walther (Arbeitswissenschaftler) (1928–2020), deutscher Arbeitswissenschaftler
- Joachim Walther (1943–2020), deutscher Schriftsteller
- Johann Walther (Stiftsherr) (1685–1754), Stiftsherr am evangelischen Petersbergstift in Goslar
- Johann Friedrich Walther (1695–1776), deutscher Zeichner und Organist
- Johann Georg Walther (Kupferstecher) (1640–1697), deutscher Formschneider, Kupferstecher, Buchdrucker, Briefmaler und Kartograf
- Johann Georg Walther (Pädagoge) (1708–1761),  deutscher Pädagoge und Rhetoriker
- Johann Gottfried Walther (1684–1748), deutscher Organist, Komponist und Musikwissenschaftler
- Johann Heinrich Bartholomäus Walther (1737–1802), deutschbaltischer Baumeister
- Johann Jakob Walther (um 1650–1717), deutscher Violinist und Komponist
- Johann Karl Wilhelm Walther (1796–1859), deutscher Chirurg
- Johann Ludwig Gottfried Walther (1785–1852), deutscher Pfarrer und Schriftsteller
- Johann Philipp Walther (1798–1868), deutscher Maler und Kupferstecher
- Johannes Walther (Spitalmeister) († 1394), Spitalmeister im Kreuzherrenkloster zu Memmingen
- Johannes Walther (Jurist) (1596–1647), deutscher Jurist
- Johannes Walther (Geologe) (1860–1937), deutscher Geologe und Paläontologe
- Johannes Walther, Pseudonym von Walter Küppers (Theologe) (1872–1951), deutscher Theologe
- Johannes Walther (Betriebswirt) (* 1959), deutscher Unternehmer und Hochschullehrer
- Josef von Walther (?–1892), österreichischer Jurist
- Joseph Walther (* 1958), US-amerikanischer Psychologe, Medien- und Kommunikationswissenschaftler und Hochschullehrer
- Justus Walther (1807–1858), Landtagsabgeordneter Großherzogtum Hessen
- Jutta Walther-Schönherr (1928–2016), deutsche Grafikerin

### K
- Karl von Walther (1786–1873), preußischer Generalmajor
- Karl Walther (Geologe) (1878–1948), deutscher Geologe und Paläontologe
- Karl Walther (1905–1981), deutscher Maler
- Karl August Walther (* 1902), deutscher Schriftsteller und Verleger
- Karl Hans Walther (1895–1965), deutscher Sanitätsoffizier und Hochschullehrer
- Karl-Heinz Walther (1929–1995), deutscher Schauspieler, Regisseur und Theaterintendant
- Karl Klaus Walther (* 1935), deutscher Bibliothekar und Autor
- Kathrin Walther (* 1986), deutsche Triathletin
- Kathrin Mahler Walther (* 1970), deutsche Soziologin und DDR-Bürgerrechtlerin
- Katy Walther (* 1974), deutsche Politikerin (Bündnis 90/Die Grünen)
- Kerstin Walther (* 1961), deutsche Leichtathletin
- Kerstin Walther (Sozialpädagogin) (* 1972), deutsche Sozialpädagogin und Hochschullehrerin
- Kirsten Walther (1933–1987), dänische Schauspielerin
- Klaus Walther (Schriftsteller) (1937–2023), deutscher Literaturwissenschaftler und Schriftsteller
- Klaus Walther (Redakteur) (* 1955), deutscher Fernsehredakteur
- Kurt Walther (1910–2003), deutscher Bryologe

### L
- Lars Walther (Handballspieler) (* 1965), dänischer Handballtrainer und -spieler
- Lars Walther (Schauspieler) (* 1987), deutscher Schauspieler und Synchronsprecher
- Lars-Henrik Walther (* 1968), deutscher Handballspieler
- Lina Walther (1824–1907), deutsche Schriftstellerin
- Linda Walther (* 1982), deutsche Kunsthistorikerin, Kuratorin und Museumsdirektorin
- Lothar Walther (1899–1983), deutscher Unternehmer und Sportschütze
- Louis Walther (1838–1891), deutscher Richter und Abgeordneter in Preußen
- Ludolf Walther (1595–1658), deutscher Theologe und Autor
- Ludwig Walther (1804–1881), deutscher Richter und Abgeordneter in Hessen
- Ludwig Walther (Ingenieur) (1926–2013), deutscher Ingenieur und Hochschullehrer
- Luise Walther (1833–1917), deutsche Scherenschnittkünstlerin und Porträtmalerin

### M
- Manfred Walther (Philosoph) (* 1938), deutscher Philosoph
- Manfred Walther (* 1948), deutscher Politiker (CDU)
- Marcus Walther, siehe Marcus Gualtherus (um 1580–1642), niederländisch-deutscher Pädagoge, Stadtsekretär in Friedrichsstadt
- Maria Walther (Künstlerin), niederländische Künstlerin
- Maria P. Walther, US-amerikanische Pädagogin
- Markus Walther (* 1972), deutscher Schriftsteller und Kalligraph
- Martin Walther (um 1687–1769), deutscher Schreiner und Ebenist
- Martina Walther (* 1963), deutsche Ruderin
- Marx Walther (1456–1511), Autor eines Turnierbuches, Bearbeiter einer Chronik, Bürger in Augsburg
- Max Walther (1899–1976), deutscher Archivar
- Michael Walther (Bildhauer) (1574–1624) deutscher Bildhauer
- Michael Walther der Ältere (1593–1662), deutscher Theologe
- Michael Walther der Jüngere (1638–1692), deutscher Mathematiker und Theologe
- Michael Walther (Fußballspieler) (* 1960), deutscher Fußballspieler

### N
- Nico Walther (* 1990), deutscher Bobsportler und Rennrodler

### O
- Oliver Walther (Politiker) (* 1969), deutscher Politiker (CDU)
- Oliver Walther (Turner) (* 1972), deutscher Turner
- Otto Walther (Politiker) (1848–1943), deutscher Kaufmann und Politiker
- Otto Walther (Mediziner) (1855–1919), deutscher Arzt und Sanatoriumsgründer
- Otto Walther (Architekt) (1879–1938), Schweizer Architekt
- Otto Walther (Gewichtheber), deutscher Gewichtheber

### P
- Pan Walther (1921–1987), deutscher Fotograf
- Paul Walther (Bildhauer) (1876–1933), deutscher Bildhauer und Plastiker
- Paul Walther (Mediziner) (1921–2015), Schweizer Psychiater
- Paul Walther (Basketballspieler) (1927–2014), US-amerikanischer Basketballspieler
- Paul Walther (Schauspieler) (* 1979), deutscher Schauspieler
- Paul-Max Walther (* 1987), deutscher Fußballspieler
- Peter Walther (* 1965), deutscher Germanist und Literaturhistoriker
- Peter Th. Walther (* 1952), deutscher Historiker
- Petra Dick-Walther (* 1967), deutsche Politikerin (FDP)
- Philipp Walther (Forstwissenschaftler) (1856–1934), deutscher Forstwissenschaftler
- Philipp Alexander Ferdinand Walther (1812–1887), deutscher Historiker und Bibliothekar
- Philipp Franz von Walther (1782–1849), deutscher Chirurg, Augenarzt und Hochschullehrer
- Philipp Heinrich Walther (1768–1837), deutscher Ökonom und Politiker

### R
- Reinhold von Walther (1866–1945), deutscher Chemiker und Rektor der Bergakademie Freiberg
- René Walther (* 1928), Schweizer Bauingenieur und Hochschullehrer
- Ricardo Walther (* 1991), deutscher Tischtennisspieler
- Roderich Walther (1884–1966), deutscher Verwaltungsjurist
- Rolf Walther (* 1957), deutscher Fotograf und Fachautor
- Rosel Walther (1928–2006), deutsche Politikerin
- Rudi Walther (1928–2010), deutscher Politiker (SPD)
- Rudolf Walther (1519–1586), Schweizer Theologe und Reformator, siehe Rudolf Gwalther
- Rudolf Walther (Ingenieur) (1880–1970), Schweizer Bauingenieur
- Rudolf Walther (Unternehmer, 1923) (1923–2020), deutscher Unternehmer, Gründer von Möbel Walther
- Rudolf Walther (Unternehmer, 1927) (1927–2011), Schweizer Unternehmer und Firmengründer
- Rudolf Walther (Historiker) (* 1944), deutscher Historiker und Publizist
- Rudolf Walther-Fein (1875–1933), österreichischer Schauspieler, Filmregisseur und Drehbuchautor
- Rudolf Walther von Monbary (1815–1892), preußischer Offizier, zuletzt Generalleutnant sowie Ritter des Pour le Mérite
- Rudolph Walther (1891–1973), deutscher Politiker

### S
- Sabina von Walther (* 1968), italienische Sängerin (Sopran)
- Salt Walther (1947–2012), US-amerikanischer Automobil- und Motorbootrennfahrer
- Samuel Walther (1679–1754), deutscher Schulmann und Schriftsteller
- Sebastian Walther (1576–1645), deutscher Architekt und Bildhauer
- Siegfried Walther (* 1955), deutscher Theaterschauspieler
- Sophie Eleonore Walther (1723–1754), deutsche Schriftstellerin

### T
- Tanja Walther-Ahrens (* 1970), deutsche Fußballspielerin und Sportwissenschaftlerin
- Theodor Walther (Autor) (1861–1927), deutscher Lehrer und Bühnenautor, Lebensgefährte der Schriftstellerin Valerie Hodann (1866–nach 1939)
- Therese Walther-Visino (1898–1981), deutsche Malerin und Musikpädagogin
- Thomas Walther (Anwalt) (* 1943), deutscher Anwalt und Richter
- Thomas Walther (Regisseur) (* 1958), deutscher Filmregisseur, Drehbuchautor und Kameramann
- Thomas Walther (Physiker) (* 1964), deutscher Physiker
- Thorsten Walther (* 1972), deutscher Fußballspieler
- Thüring Walther († 1615), Schweizer Glasmaler
- Timo Walther (* 1998), deutscher Eishockeyspieler
- Timon Walther (1800–1881), deutscher Lehrer, Pfarrer und Politiker im Fürstentum Anhalt-Bernburg

### U
- Ulrich Walther (Ratsherr) (1418–1505), deutscher Kaufmann, Ratsherr und Baumeister
- Ulrich Walther, Pseudonym von Walther Nithack-Stahn (1866–1942), deutscher evangelischer Geistlicher, Theologe, Friedenspfarrer und Schriftsteller
- Ulrich Walther (* 1980), deutscher Organist und Hochschullehrer
- Ursula Wendt-Walther (1934–2016), deutsche Opernsängerin (Sopran)

### W
- Waldemar Walther (1924–2018), deutscher Apotheker
- Werner Walther (* 1928), deutscher Fußballspieler
- Wiebke Walther (1935–2023), deutsche Arabistin, Islamwissenschaftlerin und Hochschullehrerin
- Wilhelm Walther (Politiker) (1805–1885), deutscher Politiker, MdL Württemberg
- Wilhelm Walther (Künstler) (1826–1913), deutscher Künstler
- Wilhelm Walther (Theologe) (1846–1924), deutscher Theologe und Hochschullehrer
- Wilhelm Walther (Architekt) (1857–1917), deutscher Architekt
- Wilhelm von Walther (1870–1958), Südtiroler Politiker
- Wilhelm Walther (Jurist) (1887–1961), deutscher Jurist
- Wilhelm Walther (Komponist) (1889–1940), deutscher Komponist und Dichter
- Wilhelm Walther (Fotograf) († 1983), deutscher Fotograf
- Wilhelm Walther (Offizier) (1910–2010), deutscher Architekt und Offizier
- Wilhelm von Walther und Cronegk (1739–1808), preußischer Generalmajor
- Wilhelm Gottfried Walther (1863–1932), deutscher Augenarzt
- William Walther (1906–??), deutscher Boxer
- Wolfgang Walther (Ingenieur) (* 1939), deutscher Ingenieur und Hochschullehrer
- Wolfgang Walther (Politiker) (* 1947/1948), deutscher Politiker, Bürgermeister von Ronnenberg
- Wolfgang Walther (Schriftsteller) (Wolfgang H. Walther; * 1950), deutscher Schriftsteller und Lyriker